# Олдбой
„Олдбой“ (на корейски: 올드보이) е южнокорейски трилър филм на режисьора Пак Чхан Ук от 2003 година.
Сценарият на Пак Чхан Ук, Хван Чо Юн и Лим Чхун Хьон е базиран на едноименния японски комикс на Нобуаки Минегиши и Гарон Цучия. В центъра на сюжета е историята на човек, отвлечен и държан затворен в продължение на 15 години, без да разбира причините за това. След като е освободен, той се опитва да си отмъсти на своя похитител, като постепенно разкрива неговите мотиви.
„Олдбой“ получава Голямата награда на журито на Кинофестивала в Кан, където е номиниран и за „Златна палма“.